# 陰陽ノ京
『陰陽ノ京』（おんみょうのみやこ）は、渡瀬草一郎による日本のライトノベル。イラストは田島昭宇（1巻）・洒乃渉（2巻～）が担当。第7回電撃ゲーム小説大賞金賞受賞作（受賞時タイトルは『平安京八卦』）。電撃文庫（メディアワークス）より2001年2月から本編が5巻まで刊行されている他、メディアワークス文庫（同）で賀茂光榮を主人公とする『陰陽ノ京 月風譚』が2巻まで刊行されている。

## あらすじ
平安時代、陰陽道の名門・賀茂家の出でありながら家職を継がず、文章道に進んだ青年、慶滋保胤。ある日、保胤は安倍晴明の頼みで洛外の外法師の素性を調べに行くことになる。しかしそれは奇縁・宿縁・怨念渦巻く京の闇への誘いに他ならなかった…。

## 登場人物

### 人

#### 主要人物
慶滋保胤（よししげ やすたね）
『陰陽ノ京』主人公。本名は賀茂保胤（「賀茂」を訓読みした「よししげ」に別の字を当てた）。賀茂忠行の次男に当たり、代々の陰陽師の家系ながら文章生を志す賀茂家の異端児。作中時点では20代半ば。
文章の道に進んだものの術士としても一流で、極めて稀な五行の土性術「吸精術」を使う。
常に穏やかで面倒見がよく、困っている人を放っておけない性格。幾人かの「教え子」もいるが、そうでない相手からも、面倒見の良さからよく「先生」と呼ばれている。慈悲深く、化生相手に情を移すこともあり、悪く言えば甘い性根を周囲からしばしば心配されてもいる。
自身の自分勝手さや現実の厳しさを認めつつも、常に理想を追求し続ける理想家。
物腰柔らかく、年少の相手にも敬語を欠かさない。現在は賀茂の本邸から離れ、京の外れに草庵を結んで暮らしている。
伯家時継（はっけ ときつぐ）
『陰陽ノ京』ヒロイン。呪法にかかわりの深い貴族「伯家」(白川伯王家とは異なる)の出自で、世継ぎ候補として幼少期より男名を負った。世間と離して育てられ外出もままならない生活を送ったが、弟が生まれたことで家督争いから抜け、十八歳にして自由の身を得る。
水際立つ美貌で人目を惹くが当人にその自覚はなく、子供のまま年を長じたような天衣無縫の性格に育った。無防備な言動で保胤をはじめ周囲の男性を悩ませることも多い。
当時賀茂家にあった保胤から幼少期に読み書きを教わっており、その頃から現在に至るまで保胤を一途に慕っている。その後十年を経て、自身の乳母にまつわる事件を契機に再会することとなった。保胤と当時（半ば強制的に）結んだ約束を、再会するまでずっと覚えていた。
生家を離れた現在も男物の装い、言葉遣いを好んでおり、名家の娘らしい格式張った振る舞いはあまり見せない。体術の心得がある。謎多き生家「伯家」については彼女自身も詳しく知らされてはおらず、父や弟など直系の血縁者とも疎遠である。
賀茂光榮
『陰陽ノ京 月風譚』主人公。陰陽寮に出仕する学生で、暦道に携わる暦生。保憲の子で、保胤の同い年の甥。
同僚である住吉兼良と並び、陰陽寮でも一目置かれる腕前を持つ若手だが、浮浪者然とした出で立ちと礼節を弁えない言動のため、問題児として扱われてもいる。大人びて怜悧な兼良とは今ひとつ性格が合わないものの、事件解決にあたっては文句を零しながら力を合わせてしまうことが多い。
粗野な言動と裏腹に、保胤に似た慈悲深い性格を隠し持っている。保胤のことは「先生」と呼び慕うものの、保胤とは異なり自らの優しさを美点とは考えていない。

#### 陰陽寮の術士
安倍晴明（あべ せいめい）
壮年の域に差し掛かる、陰陽寮の天文得業生。保胤にとっては陰陽道の師匠であると同時に、父や兄のような存在でもある。
類い希な実力を持つ道士ながら、歯に衣着せぬ物言いが祟って目上に疎まれ、出世が遅れ腕前にそぐわない得業生の身分に甘んじている。
保胤の術士としての才覚には目を掛けており、彼が陰陽道から距離を置いた今も尚その実力を惜しんでいる。寮での雑役の手伝いを依頼する傍ら、陰陽寮への復帰を誘うことも多い。
一条戻橋の袂、親から受け継いだ邸宅に住んでいる。狸のような体躯で、老獪で抜け目の無い人物。
安倍吉平（あべ よしひら）
晴明の長男。まだ少年ながら優れた実力を有し、陰陽寮の第一線で活動する。五羽のひよどりを式神として操る。
父晴明と正反対の、明朗快活で人当たりの良い性格。子供だてらに腕前が立つこともあり、寮内の先輩からも寵愛されている。自称「保胤の弟子」で、彼を先生と慕う。
時継が従者として随えている佐伯貴年とは同年代であり、その隠していた秘密を最初の対面であっさりと見抜いたことで、以後気の置けない仲となっている。
賀茂保憲（かも やすのり）
陰陽寮の長官である陰陽頭。保胤の兄で、光榮の父。
辣腕の術士で、多忙を極める実務の他、有事には現場で陣頭指揮も執る。父の忠行とは正反対に、実直で堅物とも言える生真面目な性格。
親子ほど年の離れた弟・保胤の優しすぎる性格を気に掛ける傍ら、それを彼の持ち味としても認め見守っている。
賀茂忠行（かも ただゆき）
賀茂家の長で、保胤と保憲の父、光榮の祖父。老齢のため引退の身となっているが、かつては京きっての陰陽師であり、現在もその信は厚い。
飄々とした人物で、遊び好きの好色家。老齢ながら時継や紗夜姫に顔を緩める場面も。
住吉清良（すみよし きよら）
陰陽寮の天文生。兼良の弟で、保胤の教え子の一人。
術士としては未熟ながら、三文結界と呼ばれる結界術の扱いは陰陽寮随一の腕前。女性に目がない優男だが、優しく人情味のある性格。百足など足の多い虫が大の苦手。
住吉兼良（すみよし かねら）
陰陽寮の学生で、清良の兄。21歳。
光榮の後輩格にあたるが、それに比肩する実力の持ち主。端正な顔立ちの美青年で身なりや振る舞いも清浄そのものだが、表情や心根には冷たさを帯び、やや人間離れした雰囲気を醸している。
光榮とは見た目から内面に至るまで対照的であり、互いにその力量は認め合いつつ、仲は決して良からぬものと思っている。
一衛
陰陽師。（『陰陽ノ京』三巻に登場）

#### 外法師
外法師とは、陰陽寮に属しない在野の術士のこと。
佐伯貴年（さえき たかとし）
代々伯家を補佐する家柄「佐伯家」の生まれで、時継の従者。吉平と同年代で、幼いながらも優秀な術士。母が時継の乳母で、時継とは乳兄弟でもある。
生真面目で堅苦しく、融通の利かない性格。ある大きな秘密を抱えて生きているが、大人でも気づかないその秘密を吉平には初対面で看破されている。
以来天真爛漫な吉平の言葉に振り回されつつも、公私で行動を共にすることが多くなった。それ以降は、頑なだった表情を和らげることも増えている。
弓削鷹晃（ゆげ たかあきら）
嵯峨野に住む外法師の青年。龍神を父に持つ半人半龍で、我を失うと龍に変じる。
芦屋道満（あしや どうまん）
晴明、鷹晃、千早の師である外法師。晴明にとっては舅（妻の父）でもある。好々爺然とした老人だがかつては忠行らと並び称された一流の道士であり、晴明は最も手強い外法師と認識している。
棗を袋に入れて持ち歩いている。
氏家千早（うじいえ ちはや）
年若い外法師の青年。かつて陰陽寮に出仕していた学生だが、貴族へ仇を成そうとしたかどで陰陽寮を追われた。
野に下った後も本懐を果たさんと道満に師事し、「魄盗りの術」を会得して帰京。沙汰丸（後述）という人形を使い、因縁の貴族の殺害を企てる。（『陰陽ノ京』二巻に登場）
渡会祥元（わたらい しょうげん）
かつての忠行の同僚。
身体を壊して陰陽寮の役職から退き、京の邸宅も引き払って流れの外法師となった。

#### その他
橋十（はしじゅう）
晴明の識人。「朱雀の橋十」と呼ばれており、都の東半分の市場を取り仕切る顔役。
多数の人間が引きも切らず流入する市にあって、情報屋としての一面も持つ。天井から部屋に出入りする、自ら尾行を行うなど忍者のような行動が見られる。
紗夜姫（さやひめ）
鷹晃の使気人。鷹晃に恋心を抱いている。可憐な美女ながら、梓弓の扱いを仕込まれている。
義仲（よしなか）
鷹晃の使気人。紗夜姫の父親。紗夜姫に似ない風貌で、鷹晃の使気人になる前は腕利きの鍛冶屋だった。善鬼。
安倍梨花
晴明の妻、道満の娘。
物怖じしない胆力を持ち合わせる一方、普段はおっとりした女性で、晴明と裏腹に毒気のない性格。子持ちの母親と思わせぬ童顔で、実年齢より若く見られることが多い。
「酒乱の気がある」という理由から、人前で酒を嗜むことを晴明や息子の吉平から止められている。
術の心得こそないが、多くの道士を血縁に持ち、陰陽道や妖に関しては多少の知識も有している。
安倍吉昌
吉平の弟。普段あまり人前に出ることはない。
出生前のある出来事が原因で、感情を表現することができない。表情を変えることはもちろん、言葉を発することもない。
蓮（れん）
以前住吉家に仕えていた少女。池に落ちて死んだが、光榮に身体を与えられ、夜の間だけ動けるようになった。清良に恋心を抱いていた。（『陰陽ノ京』四巻に登場）
菅原文時
菅原道真の孫で文章博士、保胤の現在の師。（『陰陽ノ京』四巻に登場）

### 人外
訃柚（ふゆ）
保胤の識神で、保胤やその縁者を守護する。元々は大陸から保胤の母と共に渡ってきた柚子の木の精で、保胤の庵の庭に植えられた木に宿っている。
人前に現れる際は、時継の幼少期に似た幼い娘の姿を借りる。口数は少なく、お手玉に興じたり、涼しいところを好む性質がある。
保胤の吸精術を止めることのできる唯一の存在。
小五郎（こごろう）
愛宕の山中に住む天狗。愛宕山を統治する山神、太郎坊に仕える八天狗が一。
人間に対して特に敵意を向けることはなく、取り分け保胤とは知己の関係で、陰陽寮の顔ぶれとも多少の通交がある。
実年齢は二百二十歳。幼い少年の風貌だが、声は嗄れた老爺のそれである。
黒石
愛宕の山中に住む天狗。白石とは双子で、歯の黒い老爺の風貌。ともに小五郎配下として仕えている。
白石
愛宕の山中に住む天狗。黒石とは双子で、歯の白い老爺の風貌。ともに小五郎配下として仕えている。
黒石とは軽妙な掛け合いを見せる。
浄雲（じょううん）
住吉家に縁のすべての者にとっての識神で、清良と兼良の兄弟を特に気に入っている。犬の姿で、声は老人。鋭い嗅覚で妖物の臭いを嗅ぎ取る。
天一貴人（てんいつきじん）
大陸から渡ってきた大妖。式盤に記された十二神将、天一貴人を自称している。
かつて奸計を働いたところを芦屋道満、賀茂忠行らによって調伏され、道満の妻を依り代としてその体内に封じられた過去を持つ。

## 用語
沙汰丸（さたまる）
千早が持っている人形。顔の部分が鏡で、そこに人の顔を映すとその人の魂魄が別れる。身体は貴族に殺された子供たちの骨。（『陰陽ノ京』二巻に登場）
どんぐり
光榮が山野の精から貰い、「守屋の禁術」による鬼気を封じるのに使われた椚の実。実はただのどんぐりではなく、鬼気を吸った途端に発芽して見る見るうちに椚の成木になった。
雪山鏡（せつざんきょう）
氷や雪に関わる妖を半ば強制的に冬眠させることで確実に封じることが出来る修験道の呪具。銅鏡の様な金属製ではなく割ることが可能で、割れると封じている妖が解放される。実は、これを制作できるのは山野の精（達の姫君）だけ。

## 既刊一覧
- 坂入慎一（著） / 凪良（イラスト） 『陰陽ノ京』 メディアワークス〈電撃文庫〉、既刊5巻（2007年3月10日現在）
  1. 2001年2月25日初版発行（2月10日発売[4]）、ISBN 4-8402-1740-8
  2. 2002年2月25日初版発行（2月10日発売[5]）、ISBN 4-8402-2033-6
  3. 2002年5月25日初版発行（5月10日発売[6]）、ISBN 4-8402-2098-0
  4. 2003年5月25日初版発行（5月10日発売[7]）、ISBN 4-8402-2377-7
  5. 2007年3月25日初版発行（3月10日発売[8]）、ISBN 978-4-8402-3764-2
- 坂入慎一（著） / 凪良（イラスト） 『陰陽ノ京 月風譚』 メディアワークス〈メディアワークス文庫〉、既刊2巻（2010年8月25日現在）
  1. 「黒方の鬼」2009年12月16日初版発行（同日発売[9]）、ISBN 978-4-04-868224-4
  2. 「雪逢の狼」2010年8月25日初版発行（同日発売[10]）、ISBN 978-4-04-868821-5